# 129342 Епанд
129342 Епендес (129342 Ependes) — астероїд головного поясу, відкритий 5 листопада 2005 року.
Тіссеранів параметр щодо Юпітера — 3,366.